# Bothriuridae
Bothriuridae Simon, 1880 è una famiglia di scorpioni, comprendente 17 generi e 162 specie, distribuite in Sud America, Africa meridionale e Australia, dove si trovano in habitat temperati e subtropicali.
I membri di questa famiglia sono unici in quanto lo sterno normalmente pentagonale è costituito da due barre trasversali (tranne in Lisposoma e Tehuankea) ed è molte volte più largo che lungo.
I generi Lisposoma e Brandbergia sono distribuiti nell'Africa meridionale.
Non sono disponibili pubblicazioni mediche che indichino che questa famiglia abbia specie di importanza medica, ma Mahsberg, et al. (1999) affermano che la puntura del genere Bothriurus è dolorosa e può causare sintomi cardiovascolari.
I membri di questa famiglia sono raramente segnalati in cattività.

## Tassonomia
La famiglia comprende i seguenti generi:
Bothriurus Peters, 1861
- B. aguardente Santos-Da-Silva, Carvahlo & Brescovit, 2017
- B. araguayae Vellard, 1934
- B. asper Pocock, 1893
- B. bertae Abalos, 1955
- B. bocki Kraepelin, 1911
- B. bonariensis C.L. Koch, 1842
- B. buecherli San Martín, 1963
- B. burmeisteri Kraepelin, 1894
- B. ceii Ojanguren Affilastro, 2007
- B. cerradoensis Lourenço, Motta, Godoi &Araújo 2004
- B. chacoensis Maury & Acosta, 1993
- B. chilensis Molina, 1782
- B. cordubensis Acosta, 1995
- B. coriaceus Pocock, 1893
- B. delmari Santos-Da-Silva, Carvahlo & Brescovit, 2017
- B. dumayi Cekalovic, 1974
- B. flavidus Kraepelin, 1911
- B. guarani Maury, 1984
- B. huincul Mattoni, 2007
- B. illudens Mello-Leitao, 1947
- B. illudens illudens Mello-Leitao, 1947
- B. illudens araponguensis Bücherl et al., 1963
- B. inermis Maury, 1981
- B. jesuita Ojanguren Affilastro, 2003
- B. keyserlingi Pocock, 1893
- B. maculatus Kraepelin, 1911
- B. mochaensis Cekalovic, 1982
- B. moojeni Mello-Leitao, 1945
- B. nendai Ojanguren Affilastro & Garcia-Mauro, 2010
- B. noa Maury, 1984
- B. olaen Acosta, 1997
- B. pampa Ojanguren Affilastro, 2002
- B. patagonicus Maury, 1968
- B. pichicuy Mattoni, 2002
- B. picunche Mattoni, 2002
- B. pora Mattoni & Acosta, 2005
- B. prospicuus Mello-Leitao, 1934
- B. rochai Mello-Leitao, 1932
- B. rochai rochai Mello-Leitao, 1932
- B. rochai occidentalis Lourenço, 2003
- B. rochensis San Martín, 1965
- B. rubescens Mello-Leitao, 1947
- B. sanctacrucis Mattoni, 2007
- B. signatus Pocock, 1893
- B. sooretamensis San Martín, 1966
- B. trivittatus Werner, 1939
- B. vachoni San Martín, 1968
- B. vittatus Guerin Meneville, 1838
- B. voyati Maury, 1973
- B. xingu Lourenço, 2016
- B. ypsilon Mello-Leitao, 1935

Brachistosternus Pocock, 1893
- B. aconcagua Ojanguren Affilastro & Luisa-Scioscia, 2007
- B. alienus Lönnberg, 1898
- B. anandrovestigia Ojanguren Affilastro, Pizarro-Araya & Ochoa, 2018
- B. andinus Chamberlin, 1916
- B. angustimanus Ojanguren Affilastro & Roig Alsina, 2001
- B. artigasi Cekalovic, 1974
- B. barrigai Ojanguren Affilastro & Pizarro-Araya, 2014
- B. castroi Mello-Leitao, 1940 (nomen dubium)
- B. cekalovici Ojanguren Affilastro, 2005
- B. cepedai Ojanguren Affilastro, Augusto, Pizarro-Araya & Mattoni, 2007
- B. chango Ojanguren Affilastro, Mattoni & Prendini, 2007
- B. chilensis Kraepelin, 1911
- B. chimba Ojanguren Affilastro, Alfaro & Pizarro-Araya, 2021
- B. contisuyu Ojanguren Affilastro, Pizarro-Araya & Ochoa, 2018
- B. coquimbo Ojanguren Affilastro, Augusto, Pizarro-Araya & Mattoni, 2007
- B. donosoi Cekalovic, 1974
- B. ehrenbergii Gervais, 1841
- B. ferrugineus Thorell, 1876
- B. gayi Ojanguren Affilastro, Pizarro-Araya & Ochoa, 2018
- B. galianoae Ojanguren Affilastro, 2002
- B. holmbergi Carbonell, 1923 (nomen dubium)
- B. intermedius Lönnberg, 1902
- B. kamanchaca Ojanguren Affilastro, Mattoni & Prendini, 2007
- B. kovariki Ojanguren Affilastro, 2003
- B. llullaillaco Ojanguren Affilastro, Alfaro & Pizarro-Araya, 2021
- B. mattonii Ojanguren Affilastro, 2005
- B. misti Ojanguren Affilastro, Pizarro-Araya & Ochoa, 2018
- B. montanus Roig Alsina, 1977
- B. multidentatus Maury, 1984
- B. negrei Cekalovic, 1975
- B. ninapo Ochoa, 2004
- B. ochoai Ojanguren Affilastro, 2004
- B. paposo Ojanguren Affilastro & Pizarro-Araya, 2014
- B. paulae Ojanguren Affilastro, 2003
- B. pegnai Cekalovic, 1969
- B. pentheri Mello-Leitao, 1931
- B. perettii Ojanguren Affilastro & Mattoni, 2006
- B. peruvianus Toledo Piza, 1974
- B. philippii Ojanguren Affilastro, Pizarro-Araya & Ochoa, 2018
- B. piacentinii Ojanguren Affilastro, 2003
- B. prendinii Ojanguren Affilastro, 2003
- B. quiscapata Ochoa & Acosta, 2002
- B. roigalsinai Ojanguren Affilastro, 2002
- B. sciosciae Ojanguren Affilastro, 2002
- B. simoneae Lourenço, 2000 (nomen dubium)
- B. telteca Ojanguren Affilastro, 2000
- B. titicaca Ochoa & Acosta, 2002
- B. turpuq Ochoa, 2002
- B. weyenberghi Thorell, 1876
- B. zambrunoi Ojanguren Affilastro, 2002

Brandbergia Prendini, 2003
- B. haringtoni Prendini, 2003

Brazilobothriurus Lourenço & Monod, 2000
- B. pantanalensis Lourenço & Monod, 2000

Centromachetes Lönnberg, 1897
- C. obscurus Mello-Leitao, 1932
- C. pocockii Kraepelin, 1894
- C. titschaki Werner, 1939

Cercophonius Peters, 1861
- C. granulosus Kraepelin, 1908
- C. kershawi Glauert, 1930
- C. michaelseni Kraepelin, 1908
- C. queenslandae Acosta, 1990
- C. squama Gervais, 1843
- C. sulcatus Kraepelin, 1908

Lisposoma Lawrence, 1928
- L. elegans Lawrence, 1928
- L. joseehermana Lamoral, 1979

Mauryius Ojanguren-Affilastro & Mattoni, 2017
- M. cuyanus Ojanguren-Affilastro & Mattoni, 2017

Orobothriurus Maury, 1975
- O. alticola Pocock, 1899
- O. ampay Ochoa & Acosta, 2003
- O. atiquipa Ochoa & Acosta, 2002
- O. calchaqui Ochoa, Ojanguren Affilastro, Mattoni & Prendini, 2011
- O. compagnuccii Ochoa, Ojanguren Affilastro, Mattoni & Prendini, 2011
- O. curvidigitus Kraepelin, 1911
- O. famatina Acosta & Ochoa, 2001
- O. grismadoi Ojanguren Affilastro, Campon, Silnik & Mattoni, 2009
- O. huascaran Ochoa, Ojanguren Affilastro, Mattoni & Prendini, 2011
- O. paessleri Kraepelin, 1911
- O. parvus Maury, 1975
- O. quewerukana Ochoa, Ojanguren Affilastro, Mattoni & Prendini, 2011
- O. ramirezi Ochoa, Ojanguren Affilastro, Mattoni & Prendini, 2011
- O. tamarugal Ochoa, Ojanguren Affilastro, Mattoni & Predini, 2011
- O. wawita Acosta & Ochoa, 2000

Pachakutej Ochoa, 2004
- P. crassimanus Maury, 1975
- P. inca Maury, 1975
- P. iskay Acosta & Ochoa, 2001
- P. juchuicha Ochoa, 2004
- P. oscari Ochoa, 2004
- P. peruvianus Mello-Leitao, 1948

Phoniocercus Pocock, 1893
- P. pictus Pocock, 1893
- P. sanmartini Cekalovic, 1968

Rumikiru Ojanguren-Affilastro, Mattoni, Ochoa & Prendini, 2012
- R. atacama Ojanguren-Affilastro, Mattoni, Ochoa & Prendini, 2012
- R. lourençoi Ojanguren Affilastro, 2003

Tehuankea Cekalovic, 1973
- T. moyanoi Cekalovic, 1973

Thestylus Simon, 1880
- T. aurantiurus Yamaguti & Pinto-da-Rocha, 2003
- T. glasioui Bertkau, 1880
- T. signatus Mello-Leitao, 1931 (nomen dubium)

Timogenes Simon, 1880
- T. dorbignyi Guérin Méneville, 1843
- T. elegans Mello-Leitao, 1931
- T. haplochirus Maury & Roig Alsina, 1977
- T. mapuche Maury, 1975
- T. sumatranus Simon, 1880

Urophonius Pocock, 1893
- U. achalensis Abalos & Hominal, 1974
- U. araucano Ojanguren-Affilastro, 2020
- U. brachycentrus Thorell, 1876
- U. eugenicus Mello-Leitao, 1931
- U. exochus Penther, 1913
- U. granulatus Pocock, 1898
- U. iheringi Pocock, 1893
- U. mahuidensis Maury, 1973
- U. martinezi Ojanguren-Affilastro & Cheli, 2009
- U. mondacai Ojanguren-Affilastro, Pizarro-Araya & Prendini, 2011
- U. pehuenche Ojanguren-Affilastro & Pizarro-Araya, 2020
- U. pizarroi Ojanguren-Affilastro, Ochoa, Mattoni & Prendini, 2010
- U. somuncura Acosta, 2003
- U. transandinus Acosta, 1998
- U. tregualemuensis Cekalovic, 1981
- U. tumbensis Cekalovic, 1981

Vachonia Abalos, 1954
- V. martinezi Abalos, 1954